# Cody Baker
Cody Baker (Issaquah, 7 gennaio 2004) è un calciatore statunitense, difensore del Seattle Sounders.

## Carriera
Baker è cresciuto nel settore giovanile del Seattle Sounders, con cui ha debuttato il 27 aprile 2023 nell'incontro di Lamar Hunt U.S. Open Cup vinto 5-4 contro il San Diego Loyal. Il 16 maggio seguente ha firmato il suo primo contratto professionistico.

## Statistiche

### Presenze e reti nei club
Statistiche aggiornate all'8 giugno 2025.
| Stagione               | Squadra                | Campionato             | Campionato | Campionato | Coppe nazionali | Coppe nazionali | Coppe nazionali | Coppe continentali | Coppe continentali | Coppe continentali | Altre coppe | Altre coppe | Altre coppe | Totale | Totale | Totale |
| Stagione               | Squadra                | Comp                   | Pres       | Reti       | Comp            | Pres            | Reti            | Comp               | Pres               | Reti               | Comp        | Pres        | Reti        | Pres   | Reti   |        |
| ---------------------- | ---------------------- | ---------------------- | ---------- | ---------- | --------------- | --------------- | --------------- | ------------------ | ------------------ | ------------------ | ----------- | ----------- | ----------- | ------ | ------ | ------ |
| 2021                   | Tacoma Defiance        | USC                    | 18         | 0          | -               | -               | -               | -                  | -                  | -                  | -           | -           | -           | 18     | 0      |        |
| 2022                   | Tacoma Defiance        | MNP                    | 17+2       | 1+0        | -               | -               | -               | -                  | -                  | -                  | -           | -           | -           | 19     | 1      |        |
| 2023                   | Tacoma Defiance        | MNP                    | 7          | 0          | -               | -               | -               | -                  | -                  | -                  | -           | -           | -           | 7      | 0      |        |
| 2024                   | Tacoma Defiance        | MNP                    | 9          | 0          | -               | -               | -               | -                  | -                  | -                  | -           | -           | -           | 9      | 0      |        |
| 2025                   | Tacoma Defiance        | MNP                    | 5          | 0          | USOC            | 2               | 0               | -                  | -                  | -                  | -           | -           | -           | 7      | 0      |        |
| Totale Tacoma Defiance | Totale Tacoma Defiance | Totale Tacoma Defiance | 56+2       | 1          |                 | 2               | 0               |                    | -                  | -                  |             | -           | -           | 60     | 1      |        |
| 2023                   | Seattle Sounders       | MLS                    | 12         | 0          | USOC            | 2               | 0               | -                  | -                  | -                  | LC          | 1           | 0           | 15     | 0      |        |
| 2024                   | Seattle Sounders       | MLS                    | 13         | 0          | USOC            | 2               | 0               |                    | -                  | -                  | LC          | 0           | 0           | 15     | 0      |        |
| 2025                   | Seattle Sounders       | MLS                    | 2          | 0          | -               | -               | -               | CCC                | 0                  | 0                  | Cmc         | -           | -           | 2      | 0      |        |
| Totale Tacoma Defiance | Totale Tacoma Defiance | Totale Tacoma Defiance | 27         | 0          |                 | 4               | 0               |                    | 0                  | 0                  |             | 1           | 0           | 32     | 0      |        |
| Totale carriera        | Totale carriera        | Totale carriera        | 85         | 1          |                 | 6               | 0               |                    | 0                  | 0                  |             | 1           | 0           | 92     | 1      |        |